# Королевский лес

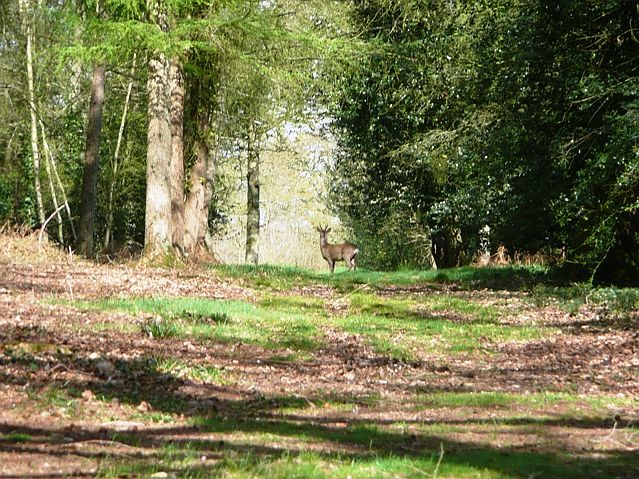
Нью-Форест — заповедный лес со времён Вильгельма Завоевателя.

Королевский лес (или заповедный лес; англ. Forest, Royal Forest) — лесные массивы в средневековой Европе, находящиеся в собственности королей и являющиеся объектом особого феодального лесного права, которое характеризовалось крайне суровыми санкциями за ущемление прав монарха на охоту и распоряжение лесными ресурсами. Наибольшего развития институт королевских заповедных лесов получил в Англии конца XI — начала XIII веков.

## Королевские леса в Англии

### Возникновение
В Англии правовая система королевского леса была одним из немногих новых институтов, введённых в стране после нормандского завоевания, которые затронули практически всё английское общество. В поздний англосаксонский период также существовали леса, принадлежавшие королю, а Кнуд Великий устанавливал наказания за охоту в его заповедниках, однако англосаксонское государство не выделяло лесное право в качестве самостоятельной отрасли права. В период англо-нормандской монархии отношения по поводу леса превратились в совершенно особый институт, выведенный из системы обычного права и регулируемый исключительно королевскими предписаниями. С самого начала лесное право Англии отличалось жёсткими наказаниями за нарушения королевских указов в отношении леса. По свидетельству Англосаксонской хроники, Вильгельм Завоеватель установил, что за убийство оленя в королевском лесу полагается ослепление. Наказания ещё более ужесточились при Вильгельме II и его преемниках. Важность лесного права была настолько велика, что при переиздании Великой хартии вольностей в 1217 г. её положения, касающиеся заповедных лесов, были выделены в отдельный закон — Лесную хартию Генриха III.

### Королевская охота
Особый статус королевских лесов был связан с тем, что охота являлась основным развлечением короля и нормандской аристократии в периоды между военными походами и заботами по управлению страной. По выражению Ричарда Фитц-Нигеля, автора «Диалога о Палате шахматной доски» (ок. 1180 г.),
Леса — это священные заповедники королей и источник их высочайшего наслаждения, они приезжают в леса охотиться, оставив на время свои заботы и набираясь свежих сил. Леса являются естественным отдохновением от двора, и здесь король может вдохнуть глоток чистой свободы. Поэтому проступки против леса подлежат наказанию по воле короля.
Именно с целью сохранить животный мир английских лесов для охоты и развлечения короля и было разработано отдельное и достаточно жестокое по своим санкциям лесное право. Объектами королевской охоты (животными королевского леса (англ. beasts of the Forest), как именовали их средневековые источники) являлся довольно ограниченный круг животных: благородный олень, лань, косуля и кабан. Бароны в собственных лесах, а также некоторые лица, получившие особое разрешение монарха, могли охотиться на лисиц, волков, куниц, зайцев, кроликов и другую мелкую дичь, а также фазанов и куропаток, однако четыре вида животных королевской охоты должны были оставаться неприкосновенными. При Эдуарде III из этого перечня королевских животных была исключена косуля, конкуренция которой создавала угрозу для популяций благородных оленей. Хотя на кабана имел право охотиться только король и случаи пожалования такой привилегии иным лицам не известны, дикий кабан в Англии был полностью истреблён к концу XIII века. С другой стороны, численность волков в XII веке была настолько велика, что короли держали целый штат егерей и охотников для истребления этих животных, а за голову убитого волка полагалась награда. В результате спустя несколько веков волки также полностью исчезли из английских лесов.
Обычным способом охоты короля и аристократии в средневековой Англии была псовая охота. Свору собак возглавляла крепкая гончая, которая находила и начинала преследование добычи из её логова и увлекала за собой остальных. За ней шли несколько борзых, ориентирующихся, в основном, по зрению, и большое количество других гончих псов, шедших по следу добычи. Организацией охоты монарха занимался целый штат служащих: лесничие, егеря, загонщики, псари. На территории лесного массива король обычно имел свою усадьбу или достаточно вместительный охотничий дом, откуда он также мог руководить страной и где иногда проходили заседания королевской курии.
Во главе всего штата королевских слуг, занимавшихся охотой, стоял хранитель королевского леса, назначаемый часто из аристократов в каждый из лесных массивов Англии. Ему также подчинялись должностные лица, ответственные за поддержание порядка в заповедных лесах: агистеры, занимавшиеся сбором платежей за выпас крестьянами своего скота в королевском лесу, рейнджеры, выполняющие полицейские функции за плату, и сержанты, контролирующие соблюдение законов короля в лесах за предоставление им земельного участка. Кроме того, существовали инспекторы, устанавливающие границы королевского леса и занимающиеся конфликтами по земельным правам с крестьянами.

### Территория
В понятие «королевского леса» включались не только собственно лесные массивы, но и пустоши, луга и заболоченные территории, где могли кормиться олени и другие объекты королевской охоты. На землях, объявленных заповедником, также могли находиться жилые поселения, вплоть до небольших городов, которые оказывались таким образом под действием лесного права. Территории, выделенные под королевские леса, располагались во всех частях страны. Их площадь неуклонно увеличивалась в период правления Нормандской династии и достигла пика при Генрихе II, когда территория заповедных лесов составила около трети общей площади Англии. Позднее, под давлением аристократии, недовольной изъятием такого количества земель для личных целей короля, и из-за резко возросшей потребности английских монархов в денежных средствах для ведения войн во Франции, значительная часть королевского леса была уступлена за вознаграждение баронам или переведена в разряд территорий обычного права. Однако ещё во время правления Ричарда I и его ближайших преемников сохранялась практика объявления заповедным лесом крупных территорий, что приводило к изгнанию жителей деревень и разорению крестьянских хозяйств. Наиболее известен пример Нью-Фореста, огромной территории в южном Хемпшире, провозглашённой королевским лесом ещё в 1079 г. Под действием лесного права находилось целиком графство Эссекс, а от Линкольншира до Темзы тянулась почти непрерывная цепь заповедников (Кестевен, Ратленд, Хантингдон, Рокингем, Селси, Уайтвуд, Бернвуд, Вихвуд). Крупным лесным массивом являлся Виндзорский лес к юго-западу от Лондона и Шервудский лес в Ноттингемшире. Из всех английских графств лишь в Норфолке, Саффолке и Кенте не существовало королевских лесов.

### Право королевского леса
Лесное право регулировалось исключительно законами короля, а не обычным правом Англии. Это позволяло современникам говорить, что в отношении королевских лесов не существует абсолютной справедливости, а лишь справедливость по законам о лесе. Общим принципом лесного права в средневековой Англии было запрещение любого умаления прав короля в отношении его заповедников. Животный мир и его среда обитания находились под особой защитой короля. Охота, а также рубка леса или кустарников, были категорически запрещены. Крестьяне, проживающие на территории королевских лесов, имели некоторые привилегии: они могли пасти свой скот в лесах на протяжении всего года, кроме периода отёла оленей: две недели до и после летнего солнцестояния, при условии уплаты небольшого платежа (паннаж), собираемого королевскими чиновниками. Крестьяне также могли собирать валежник для отопления и ремонта своих жилищ. Однако любое другое посягательство на растительный и животный мир королевского леса жёстко каралось государством. Было запрещено огораживать участки для пастбищ или возводить строения в пределах границ леса, расчищать лес для пахоты и просто рубить деревья или кустарники. Крестьянин не мог иметь при себе на территории леса лук, стрелы и любое другое оружие, а у его собаки должны были быть вырваны когти на передних лапах, чтобы она не могла преследовать добычу.
В Вудстокской ассизе 1184 г., первом собрании законов английских королей по лесному праву, содержится целый комплекс мер против причинения ущерба королевскому лесу. Помимо лесов, находящихся в непосредственной собственности короля, под действие лесных законов частично попадали также любые лесные массивы в Англии, в том числе принадлежащие баронам и находящиеся в общинной собственности: их владельцы не могли охотиться на оленей, кабанов и некоторых других представителей животного мира лесов под страхом крупного штрафа в пользу короля. В случае нахождения костей или мяса оленя или другого животного королевского леса жители четырёх окружающих деревень должны были немедленно провести расследование, установить виновника и поместить его в тюрьму до очередной сессии королевского суда. Если арестованному удалось выжить в ожидании суда, он мог быть приговорён к штрафу, размер которого был абсолютно произволен, тюремному заключению на длительный срок, изгнанию и конфискации всей его собственности, ослеплению или казни. Если преступник не был найден, вина ложилась на жителей окружающих деревень, которые выплачивали огромный штраф либо могли быть лишены свободного статуса и обращены в вилланов. Штрафами карались и те служащие королевского леса, ненадлежащее исполнение обязанностей которых привело к ущербу для животного и растительного мира заповедника. Лишь после утверждения Великой хартии вольностей в 1215 г. и Лесной хартии в 1217 г. санкции за причинение ущерба королевским лесам были снижены, и казнь как наказание за охоту без разрешения перестала применяться.
Для исполнения законов о лесе и наказания преступников существовала целая система специальных судов:
- Суд ареста (англ. Court of attachment), заседавший каждые сорок дней под председательством хранителя леса или его заместителя, который инициировал судебное расследование преступлений против леса, регистрировал арестованных обвиняемых и определял, в какую инстанцию необходимо направить данное дело.
- Суд отношения (англ. Court of regard), который рассматривал дела о нарушениях закона об обязательном лишении собак когтей.
- Свейнмот (англ. Swainmote), заседавший три раза в год с участием практически всех судебных и полицейских служащих королевского леса, который рассматривал вопросы выпаса крестьянами скота в заповедниках и уплаты соответствующего платежа (паннажа).
- Выездной суд (англ. Court of eyre) — высшая судебная инстанция по делам лесного права, заседавший раз в три года под председательством специальных судей выездных сессий, которые выносили приговоры по преступлениям против прав короля в отношении заповедных лесов.

Данные судебные органы сложились лишь в конце высокого Средневековья, в более ранние периоды, когда территория королевского леса была максимальной, а правовые нормы — наиболее жёсткими, отдельные суды для каждой категории дел ещё не сложились, а заседания судебных коллегий были более регулярными. В некоторых королевских лесах на протяжении всей истории их существования один судебный орган выполнял функции нескольких. С падением значения лесного права в Англии суды по делам королевских лесов расформировывались. В 1817 г. был упразднён пост выездного судьи.

### Финансовое значение. Границы закона
Благодаря крупным штрафам, налагаемым на нарушителей законов о лесе, королевские заповедники в XI—XIII веках играли большую роль для финансирования государственных расходов. В 1176 г. в одном лишь Хемпшире за преступления против королевского леса было осуждено более сотни человек, а сумма взысканных штрафов и платежей за выгул скота превысила 2000 фунтов стерлингов. В конце XII века доля поступлений от заповедных лесов составляла 9,8 % доходов королевской казны. Существенное значение леса имели также как источник материала для строительства морского флота, культовых сооружений, королевских дворцов и замков. Наконец, зверина была одним из важных продуктов питания аристократии и короля.
Несмотря на всю жестокость законов о королевском лесе, применение их на практике не всегда было последовательным. Многие служащие королевского леса, которые были такими же держателями земель, как и другие мелкие рыцари, сержанты или фригольдеры лесной округи, не всегда приводили в исполнение суровые постановления короля и часто закрывали глаза на небольшие проступки против лесного права. Об этом свидетельствуют неоднократно издававшиеся королями указы о необходимости усиления контроля за соблюдением прав короля в заповедниках и наказаниях за ненадлежащее исполнение своих обязанностей лесничими, рейнджерами и другими служащими королевского леса. При попустительстве местных служителей заповедников в лесах скрывались беглые крестьяне или осуждённые рыцари, среди которых, вероятно, были и прототипы Робина Гуда, легендарного «благородного разбойника» из Шервудского леса.

### Эволюция института королевского леса
Злоупотребление королями своими правами в отношении лесов, изъятие крупных территорий под действие лесного права и ограничение возможностей аристократии в сфере охоты и эксплуатации лесных ресурсов вели к росту недовольства английских баронов и рыцарей. Требование ограничения королевских прерогатив в области лесного права стало одним из основных пунктов программы массового движения аристократии в начале XIII века против короля Иоанна Безземельного, завершившегося утверждением «Великой хартии вольностей» в 1215 г. Этот документ, в частности, ограничил полномочия судов по лесному праву в отношении лиц, непосредственно не проживающих на территории королевских лесов, аннулировал все акты короля Иоанна об организации новых заповедников и учредил специальные комиссии из рыцарей графств для расследования злоупотреблений королевских судей и других чиновников короля в сфере лесного права. В 1217 г. законы о королевских лесах были выделены в отдельный документ — «Лесную хартию» Генриха III. «Лесная хартия» ещё более ограничила права короля на учреждение заповедников, предписала вывести из сферы действия лесного права леса, находящиеся вне королевского домена, запретила карать за нарушение прав охоты смертной казнью и расширила права подданных на пользование лесными ресурсами. Эдуард I продолжил практику ограничения королевской прерогативы в сфере лесного права, утвердив в 1299 г. «Ордонанс о лесе», которым были устранены наиболее явные злоупотребления королевских чиновников и произведена ревизия всех заповедников. В 1299—1300 гг. многие леса были выведены из сферы действия лесного права, площадь королевских заповедников существенно уменьшилась.
К концу Средневековья институт заповедных лесов стал архаичным, а законы о наказаниях за охоту без разрешения стали применяться всё реже. В Тюдоровский период лесное право использовалось, главным образом, в целях сохранения строевой древесины. Последняя попытка возрождения действия лесных законов в целях сбора денежных средств с населения была предпринята Карлом I в 1635 г., когда другие способы оплаты расходов короля были исчерпаны. Последнее заседание выездных судов лесного права состоялось в 1670 г. Тем не менее, леса, находящиеся в королевской собственности, сохранились до настоящего времени. В конце XVIII — начале XIX века площадь английских лесов даже несколько увеличилась за счёт новых посадок, которые планировалось использовать как ресурс корабельной древесины. В 1810 г. была создана Комиссия по делам лесов и земельных доходов, в управление которой перешли заповедные леса Англии. В 1919 г. она была преобразована в Лесную комиссию Великобритании. В настоящее время под управлением и охраной Лесной комиссии находится 772 000 гектаров лесных массивов. Некоторые бывшие королевские леса (Нью-Форест, Дартмур, Эксмур, Нортумберлендский лес) были превращены в национальные парки.